# Крюдер, Эрнст-Феликс
Эрнст-Феликс Крюдер (нем. Ernst-Felix Krüder; 6 декабря 1897, Гамбург — 8 мая 1941, Индийский океан) — немецкий капитан 1-го ранга (капитан цур зее), командир вспомогательного крейсера «Пингвин». Один из самых результативных капитанов Кригсмарине. Погиб на потопленном англичанами корабле

## Биография
В 1915 году после окончания школы добровольцем поступил в Кайзеровские ВМС. Прошёл обучение на учебном корабле «Фрейя» и получил назначение на «Кёниг». Участвовал на нём в Ютландском сражении.
Закончил штурманские курсы. Первая офицерская должность — вахтенный офицер на «Бреслау». В 1917 году в этом качестве участвовал в прорыве «Гебена» и «Бреслау» в Чёрное море. Затем был переведён на «Гебен», где 13 декабря 1917 года получил чин младшего лейтенанта.
В 1920 году восстановился на флоте. Работал в береговой службе, затем служил на тральщиках. С 1924 по 1926 год работал в военно-морском штабе на Балтике. Перед Второй мировой войной служил на крейсерах «Карлсруэ» и «Кенигсберг».
В ноябре 1939 года получил назначение на «Судно № 33» — вспомогательный крейсер «Пингвин».

## Награды
- Железный крест 2-го и 1-го класса (1914)
- Галлиполийская звезда (23 января 1918)
- Пряжка к Железному кресту (1939)
  - 2-й класс (30 августа 1940)
  - 1-й класс (11 октября 1940)
- Рыцарский крест железного креста с Дубовыми Листьями
  - Рыцарский крест (22 декабря 1940)
  - 40-й, Дубовые листья (15 ноября 1941, посмертно)
- Упоминался в «Вермахтберихт» (26 июня 1941)